# Lineargleitlager

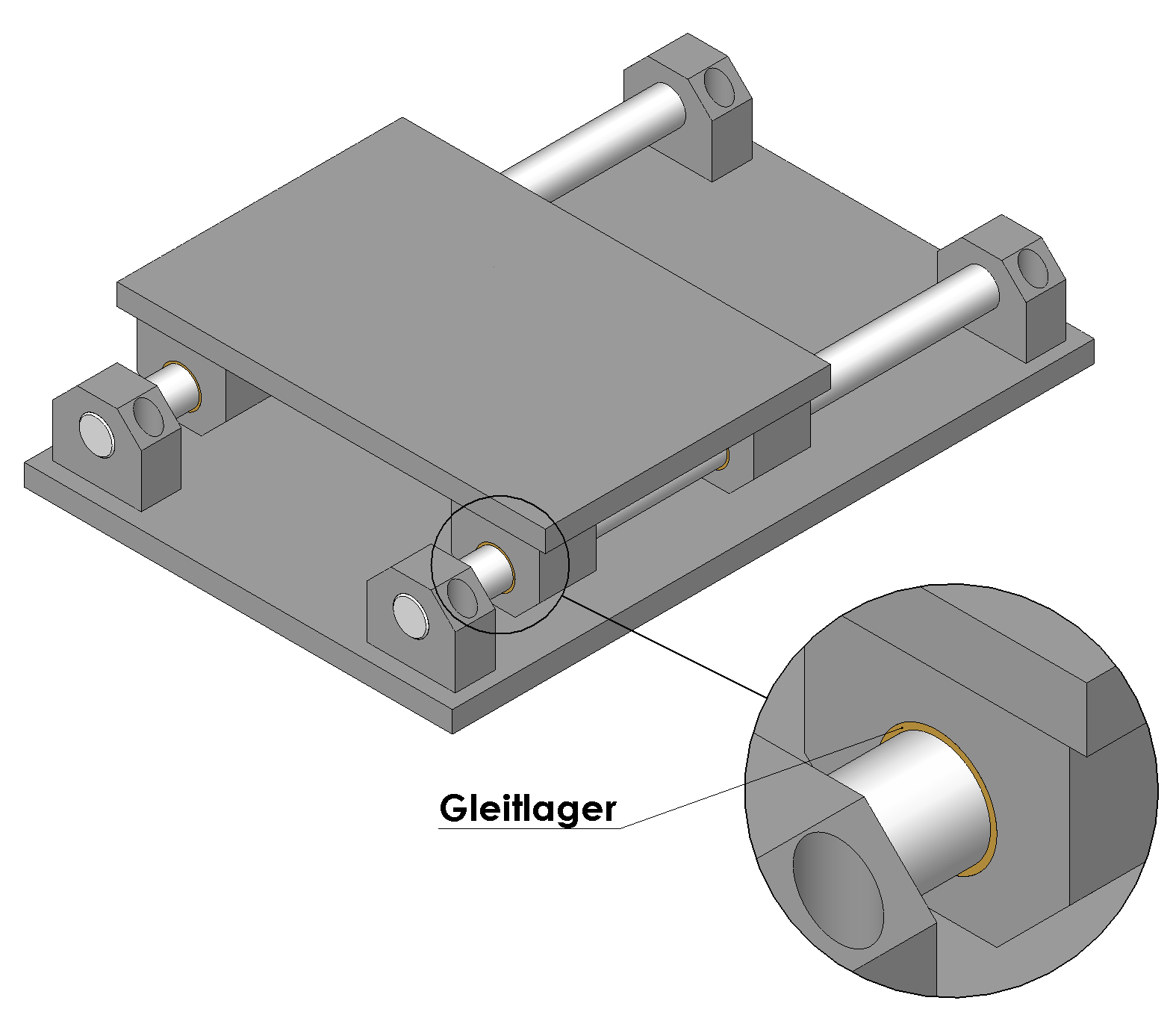
Linearschlitten mit vier Lineargleitlagern

Lineargleitlager, auch Gleitbuchsen genannt, sind hohle Zylinder aus speziellen Werkstoffen mit einem fest definierten Innen- und Außendurchmesser. Lineargleitlager sind eine Art der Linearlager und die mit ihnen aufgebauten Führungen eine Art der Gleitführung.
In den Poren der Lagerinnenwände sind entsprechende Schmierstoffe eingebettet, die die Reibung zwischen Lager und Welle verringern und damit ein leichtes Gleiten der Wellenführung ermöglichen. Diese sind vor allem bei Kunststofflagern oder solchen aus Sintermetallen anzutreffen. Bei Sintermetallen bietet sich dies insbesondere an, da durch die Herstellung bereits eine Porosität besteht und sich Schmierstoffe lange halten.
Es gibt jedoch auch Gleitlager, die gänzlich ohne Schmierstoff auskommen, weil die verwendeten Werkstoffe selbst gute Gleiteigenschaften besitzen. Beispiele hierfür sind Kupferlegierungen.

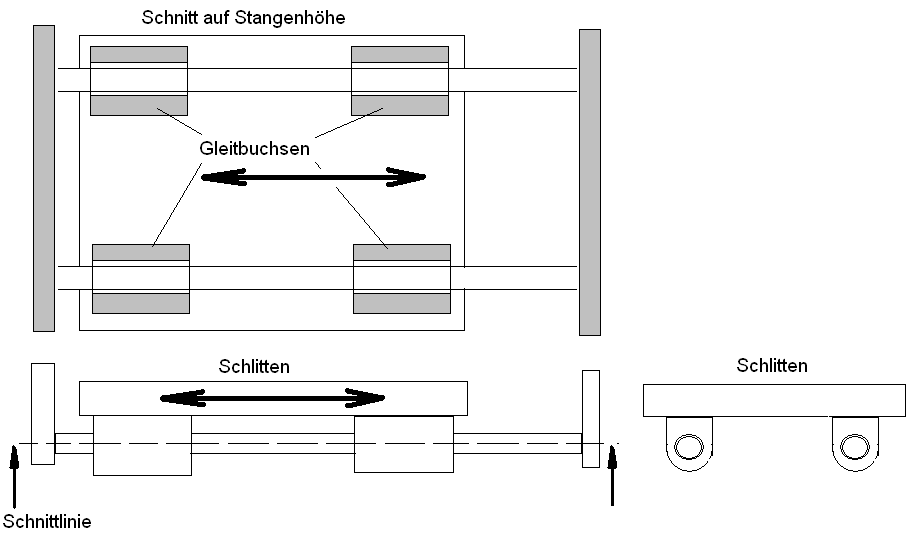
Zeichnung eines gleitgelagerten Systems

Üblicherweise werden Lineargleitlagergrößen nach dem Innendurchmesser definiert.
| Standardabmessungen: Innendurchmesser in mm | Standardabmessungen: Innendurchmesser in mm | Standardabmessungen: Innendurchmesser in mm | Standardabmessungen: Innendurchmesser in mm | Standardabmessungen: Innendurchmesser in mm | Standardabmessungen: Innendurchmesser in mm | Standardabmessungen: Innendurchmesser in mm |
| ------------------------------------------- | ------------------------------------------- | ------------------------------------------- | ------------------------------------------- | ------------------------------------------- | ------------------------------------------- | ------------------------------------------- |
| 12                                          | 16                                          | 20                                          | 25                                          | 30                                          | 40                                          | 50                                          |